# Søren Friis Trebbien
Søren Friis Trebbien er 1. viceborgmester i Hvidovre Kommune (1. januar 2022 - 21. december 2025) og kommunalbestyrelsemedlem for Det Konservative Folkeparti i Hvidovre Kommune. Fungerende borgmester i perioden 3. oktober 2023 - 31. december 2024.